# الطبيقي (لودر)

تعديل مصدري - تعديل

الطبيقي هي إحدى قرى عزلة زارة بمديرية لودر التابعة لمحافظة أبين، بلغ تعداد سكانها 98 نسمة حسب تعداد اليمن لعام 2004.